# Choroba niedokrwienna serca

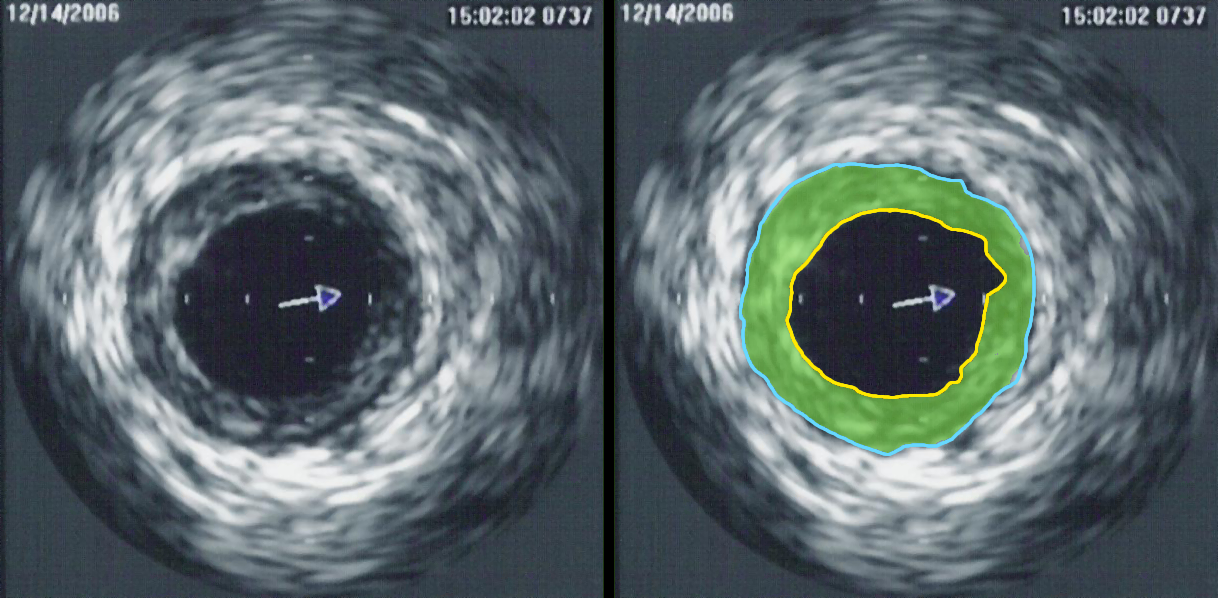
Ultrasonografia wewnątrzwieńcowa – na zielono zaznaczono blaszkę miażdżycową zawężającą światło naczynia

Choroba niedokrwienna serca (łac. morbus ischaemicus cordis), ChNS – zespół objawów chorobowych będących następstwem przewlekłego stanu niedostatecznego zaopatrzenia komórek mięśnia sercowego w tlen i substancje odżywcze. Zaburzenie równowagi między zapotrzebowaniem a możliwością ich dostarczenia, mimo wykorzystania mechanizmów autoregulacyjnych zwiększających przepływ przez mięsień sercowy, zwanych rezerwą wieńcową, doprowadza do niedotlenienia i niewydolności wieńcowej.
W konsekwencji często doprowadza do dusznicy bolesnej, a także zawału mięśnia sercowego. Choroba niedokrwienna serca ze wszystkimi jej podtypami jest najczęstszą przyczyną śmierci w większości państw zachodnich. Najczęstszą przyczyną choroby niedokrwiennej jest miażdżyca tętnic wieńcowych.

## Historia
Pierwsze opisy choroby pochodzą ze starożytności i znalazły się w papirusie Ebersa, jednak objawy te łączono z dolegliwościami żołądka. Hipokrates jako pierwszy opisał dokładnie objawy tej choroby. W tych czasach była również nazywana mediatio mortis (przygotowanie do śmierci). W czasach nowożytnych, w 1628, William Harvey opisał układ krążenia człowieka, a w 1761 Giovanni Battista Morgagni „sklerozę naczyń wieńcowych”. Pierwsze dzieło autorstwa Wiliama Heberdena o objawach angina pectoris powstało w 1772. Pierwszy raz objawy choroby niedokrwiennej i miażdżycy połączył w 1809 A. Burns. W 1867 Thomas Lauder Brunton, w swej publikacji w czasopiśmie The Lancet, zauważył, że nitraty uwalniają od bólu wieńcowego. W 1912 opisano morfologię zawału (James Herrick) i jego kryteria elektrokardiograficzne (G. Bousfield). W Polsce pierwszy opis dusznicy bolesnej pochodzi z 1812, kiedy na Uniwersytecie Wileńskim przedstawiono pracę De angore pectoris.
W XX wieku uznana została za chorobę cywilizacyjną, co zaowocowało rozwinięciem badań nad etiologią, klasyfikacją i leczeniem choroby niedokrwiennej, zmieniając praktycznie całkowicie podejście do tej choroby.

## Nazewnictwo
Rozwój badań nad chorobą niedokrwienną serca doprowadził do dużego zamieszania w nazewnictwie tej choroby. Ze względu na objawy kliniczne (ból w klatce piersiowej i duszność) choroba była nazywana dusznicą bolesną (ale też dławicą piersiową, łac. angina pectoris, gr. ankhone – duszenie, łac. pectus – klatka piersiowa), natomiast z uwagi na patofizjologię choroby nazywana jest chorobą wieńcową (łac. morbus coronarius) lub niewydolnością wieńcową (łac. insufficientia coronaria). Ponieważ choroba może przebiegać w postaci ostrej i przewlekłej, dodatkowo używano sformułowań: stabilna (odpowiadająca dzisiejszemu pojęciu przewlekłej choroby niedokrwiennej serca) i niestabilna (odpowiadająca dzisiejszemu pojęciu ostrego zespołu wieńcowego). W postaci niestabilnej dodatkowo rozróżniano pojęcia zawału serca (lub ściślej zawału mięśnia sercowego), zawału serca zagrażającego (zwanego niestabilną chorobą wieńcową). To zamieszanie zakończyło się z końcem XX wieku, kiedy to chorobę niedokrwienną zaczęto kwalifikować jako przewlekłą chorobę niedokrwienną serca oraz ostre zespoły wieńcowe. Ta druga postać przyczyniła się zresztą do powstania nowych specjalności lekarskich, takich jak kardiologia inwazyjna czy kardiochirurgia. Obecnie choroba nazywana jest chorobą niedokrwienną serca. Nazwa ta wskazuje na jej mechanizm, niezależnie od jego przyczyny.

## Epidemiologia
Wyniki m.in. projektu badawczego Pol-MONICA, będącego częścią światowego badania koordynowanego przez WHO – The WHO MONICA Project, wykazały ścisłą korelację pomiędzy rozwojem choroby niedokrwiennej serca a obecnością czynników ryzyka tej choroby. Badania te, prowadzone na dużych populacjach, dowiodły stałego wzrostu częstości występowania choroby niedokrwiennej serca w Polsce. Dla Polski częstość zachorowania wynosi średnio 620 przypadków na 100 tysięcy dla mężczyzn i 220 przypadków na 100 tysięcy u kobiet. Zapadalność jest mniejsza na wsiach niż w dużych miastach.
Częstość występowania dławicy rośnie gwałtownie z wiekiem u obojga płci: od 0,1–1% u kobiet w wieku 45–54 lat do 10–15% u kobiet w wieku 65–74 lat oraz od 2–5% u mężczyzn w wieku 45–54 lat do 10–20% u mężczyzn w wieku 65–74 lat.
W Polsce obserwuje się również wzrost występowania tej choroby wśród kobiet i ludzi młodych: obserwuje się zwiększoną zachorowalność wśród 20- i 30-latków.

## Patogeneza

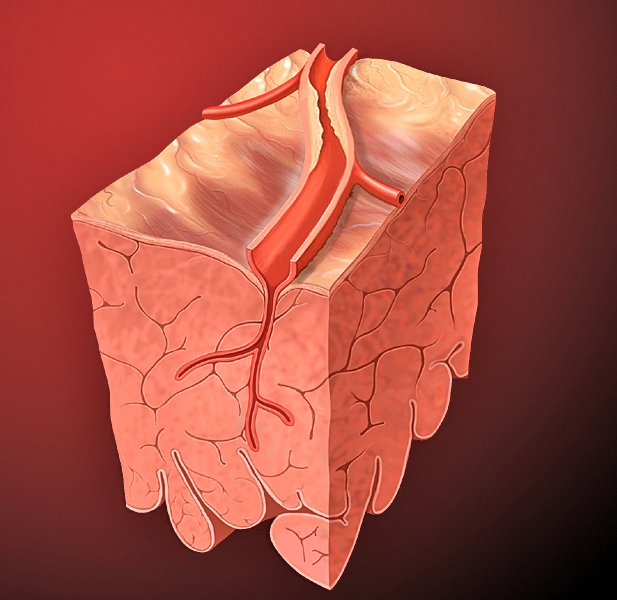
Zmiany w tętnicy wieńcowej – przekrój na modelu

W ponad 90% przypadków odpowiedzialna za chorobę jest miażdżyca tętnic wieńcowych (blaszka miażdżycowa), doprowadzająca do ich zwężenia i tym samym upośledzeniu przepływu wieńcowego. Z tego powodu za synonim choroby niedokrwiennej uchodzi termin choroba wieńcowa.
Jednakże w pozostałych przypadkach za mechanizm niedokrwienia odpowiedzialne są inne mechanizmy (zwane czasami pozawieńcowymi):
- niedokrwistość
- hipotonia lub hipowolemia
- niewydolność oddechowa
- nadczynność tarczycy
- wady serca, zwłaszcza zwężenie zastawki aortalnej
- kardiomiopatie, zwłaszcza przerostowa
- nadciśnienie tętnicze.

Istnieją także rzadkie choroby naczyń wieńcowych o tle innym niż miażdżycowe, które powodują niewystarczające krążenie krwi i tym samym niedokrwienie mięśnia sercowego:
- zmiany zapalne naczyń wieńcowych w przebiegu chorób zapalnych naczyń (Vasculitis)
  - choroba reumatyczna
  - reumatoidalne zapalenie stawów
  - guzkowe zapalenie tętnic
  - toczeń rumieniowaty układowy
  - kiła
  - choroba Takayasu
  - posocznica
- wrodzone zaburzenia metaboliczne
  - choroba Fabry’ego
  - zespół Hurler
  - skrobiawica
  - cystynuria
- zmiany pourazowe tętnic wieńcowych (np. po koronarografii)
- anomalie wrodzone tętnic wieńcowych (niedorozwój tętnic lub jednej tętnicy wieńcowej, przetoki tętniczo-żylne, odejście tętnicy wieńcowej od pnia płucnego – zespół Blanda-White’a-Garlanda)
- tętniak rozwarstwiający aorty, obejmujący tętnice wieńcowe
- ucisk tętnic wieńcowych od zewnątrz, na przykład przez rosnący guz
- wrodzone lub nabyte tętniaki tętnic wieńcowych (np. choroba Kawasakiego)
- tak zwane mostki mięśniowe czyli położone nad tętnicą włókna mięśniowe, które kurcząc się mogą ją zwężać: dławica związana z mostkami mięśniowymi nad tętnicami wieńcowymi.

Skurcz naczyń wieńcowych dający obraz choroby niedokrwiennej serca może zachodzić również w przypadku dławicy Prinzmetala oraz po zaprzestaniu przyjmowania azotanów.

## Krążenie wieńcowe

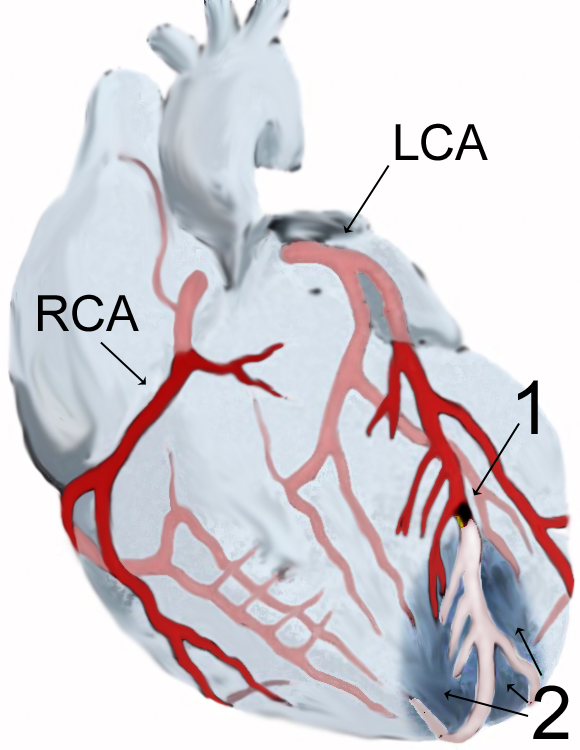
Naczynia wieńcowe. Zwężenie naczynia powoduje powstanie obszaru niedokrwienia położonego dystalnie od miejsca zwężenia

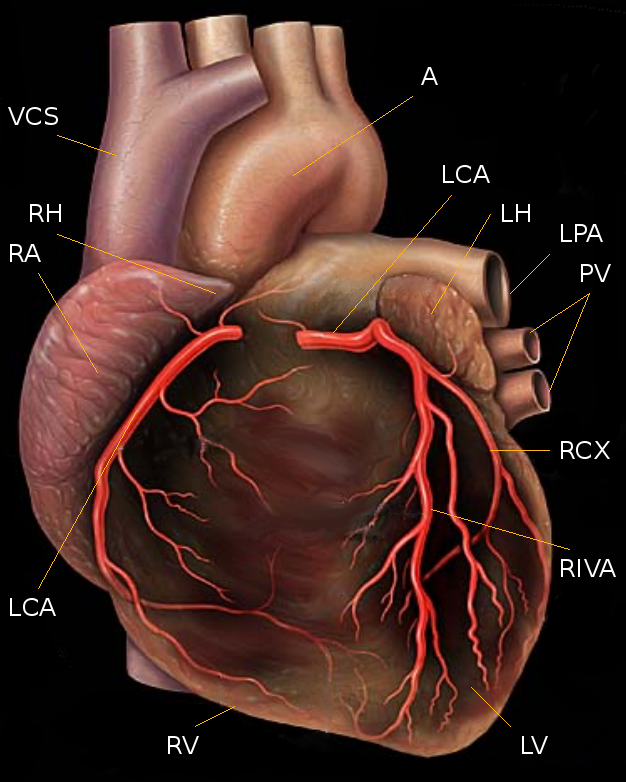
Krążenie wieńcowe

W początkowym odcinku aorty, tuż powyżej płatków zastawki aortalnej, odchodzą od niej dwie tętnice wieńcowe (w miejscu zwanym zatoką Valsalvy)
- lewa tętnica wieńcowa rozpoczyna się pniem lewej tętnicy wieńcowej (PLTW), częściej określanej zgodnie z mianownictwem anglosaskim, jako LMCA (left main coronary artery). Po 2–30 milimetrach PLTW dzieli się na:
  - gałąź międzykomorową przednią – GMP (ang. LAD – left anterior descending)
  - gałąź okalającą – GO (ang. CX – circumflex)
  - w 37% przypadków występuje 3 gałąź – tak zwana gałąź pośrednia
- prawa tętnica wieńcowa (ang. RCA – right coronary artery).

Najważniejszą tętnicą wieńcową jest LAD, zwana tętnicą życia. Zaopatruje ona znaczną część wolnej ściany serca i przegrodę, a jej zamknięcie powoduje rozległe zawały mięśnia sercowego i nierzadko nagły zgon sercowy.
Serce człowieka waży około 300 gramów (przyjmuje się, że 0,4% masy ciała), a w ciągu minuty przepływa przez niego ok. 250 ml krwi (4% objętości krwi krążącej); serce zużywa 11% tlenu konsumowanego przez ciało człowieka. Krążenie to może zwiększyć się około 4-5-krotnie (rezerwa wieńcowa).

## Fazy niedokrwiennego uszkodzenia mięśnia sercowego
W odpowiedzi na chwilowe, trwające kilka minut, niedokrwienie i następowy powrót krążenia (reperfuzja) dochodzi do zjawiska ischaemic preconditioning czyli hartowania mięśnia przez niedokrwienie, które polega na utrzymywaniu się przez 1–2 godziny po incydencie niedokrwienia zwiększonej tolerancji na ewentualne kolejne niedokrwienie. Uważane jest obecnie za najskuteczniejszy mechanizm obronny serca przed skutkami niedokrwienia. Niestety ten mechanizm jest wydolny w przypadku niedokrwienia krótkotrwałego. W przypadkach długiego (kilkanaście minut) utrzymywania się niedokrwienia dochodzi do rozwoju tak zwanego ogłuszenia mięśnia sercowego (stunned myocardium), czyli zjawiska upośledzenia czynności mechanicznej serca trwającego nawet kilka tygodni. Ten mechanizm funkcjonuje głównie w odpowiedzi na ostre niedokrwienie. W przypadkach przewlekłego niedokrwienia pojawia się natomiast stan zwany hibernacją mięśnia sercowego (hibernating myocardium), który jest potencjalnie odwracalny po reperfuzji, ale w jego przebiegu pojawiają się zaburzenia takie jak dyskineza, hipokineza lub akineza niedokrwionego segmentu mięśnia sercowego. Niedokrwienie trwające dłużej niż 20 minut doprowadza do rozwoju martwicy znanej jako zawał mięśnia sercowego.

## Stopnie zwężenia tętnic nasierdziowych
W przypadku stabilnej dławicy piersiowej wyróżnia się 3 przedziały zwężeń tętnic wieńcowych, które mają znaczenie dla obrazu choroby:
- Zwężenie nieistotne – średnica światła tętnicy zmniejszona o <50%, pole przekroju zmniejszone o <75%. Blaszka miażdżycowa w stanie stabilnym nie powoduje wystąpienia objawów; rezerwa wieńcowa i spoczynkowy przepływ wieńcowy pozostają niezmienione.
- Zwężenie istotne – średnica światła tętnicy zmniejszona o 50%-80%, pole przekroju zmniejszone o 75%-90%. Rezerwa wieńcowa jest zmniejszona i dlatego wysiłek fizyczny może dawać objawy dławicy piersiowej.
- Zwężenie krytyczne – średnica światła tętnicy zmniejszona o >80%, pole przekroju zmniejszone o >90%. Objawy dławicy występują już w spoczynku.

## Czynniki ryzyka
W badaniach Pol-MONICA określono czynniki ryzyka wystąpienia choroby niedokrwiennej serca:
- czynniki socjalne
  - poziom wykształcenia
  - rodzaj zatrudnienia (stanowisko, typ pracy, aktywność fizyczna w pracy, stres związany z pracą)
  - dochód
  - stan cywilny
  - struktura gospodarstwa domowego
  - poziom wsparcia socjalnego oraz zadowolenie z kontaktów społecznych
- czynniki behawioralne
  - osobowość typu A
  - palenie papierosów
  - spożywanie alkoholu
  - sposób i rodzaj odżywiania
  - poziom aktywności fizycznej
  - zaburzenia snu
- somatyczne czynniki ryzyka
  - nadciśnienie tętnicze
  - hipercholesterolemia
  - otyłość brzuszna
  - cukrzyca.

Polskie Towarzystwo Kardiologiczne, za najważniejsze czynniki ryzyka uważa:
- styl życia
  - palenie papierosów
  - dieta wysokokaloryczna obfitująca w tłuszcze zwierzęce
  - czynniki fizjologiczne i biochemiczne
  - podwyższone stężenie cholesterolu, zwłaszcza LDL
  - podwyższone stężenie trójglicerydów
  - hiperglikemia lub cukrzyca
  - hiperhomocysteinemia
  - zwiększone stężenie czynników zakrzepowych (trombogennych) np. fibrynogenu.

Styl życia i czynniki biochemiczne uważane są za czynniki modyfikowalne.
Za czynniki nie poddające się modyfikacji PTK uważa:
- wiek powyżej 45 lat u mężczyzn i 55 lat u kobiet
- przedwczesną menopauzę
- chorobę innych tętnic (kończyn dolnych, mózgu) na tle miażdżycowym.

### Postulowane czynniki ryzyka
Poniżej omówiono czynniki ryzyka, które w licznych badaniach wykazują wpływ na przebieg choroby niedokrwiennej, nie doczekały się jednak oficjalnych zaleceń, co do postępowania w przypadku ich stwierdzenia.
- Mieloperoksydaza – MPO – enzym z grupy peroksydaz występujący w ziarnistościach granulocytów, biorący udział w reakcjach zapalnych. Wykazano w badaniach populacyjnych 49% wzrost ryzyka zachorowania na choroby układu sercowo-naczyniowego, w tym chorobę niedokrwienną serca, u osób z wysokim poziomami tego enzymu[8]. Obecnie sądzi się, że podwyższony poziom MPO wiąże się z ryzykiem istnienia tak zwanej niestabilnej blaszki miażdżycowej, formowanie której zwykle poprzedza wystąpienie ostrego incydentu wieńcowego. Upakowana cholesterolem blaszka miażdżycowa doprowadza w końcu do powstania procesu zapalnego. Doprowadza to do napływu granulocytów do miejsca zapalenia i uwalniania enzymów, w tym proteaz oraz MPO. Może to doprowadzać do rozluźnienia struktury blaszki miażdżycowej, co prowadzi do jej niestabilności i w końcu oderwania materiału zatorowego. Obecnie trwają prace nad lekami, które będą pełnić rolę inhibitora MPO, co prawdopodobnie zapewni większą skuteczność w zapobieganiu incydentom wieńcowym niż statyny[9]. Dopóki jednak leki te nie zostaną wprowadzone, dopóty zwiększony poziom MPO może świadczyć jedynie o podwyższonym ryzyku wieńcowym, a jedyną możliwą decyzję leczniczą będzie zwiększenie nacisku na redukowanie innych czynników ryzyka.
- Białko C-reaktywne (CRP) – to kolejny wskaźnik stanu zapalnego, którego podwyższenie koreluje z ryzykiem zawału serca[10]. Przeprowadzono badania, w świetle których, podwyższenie poziomu CRP wiąże się z trzykrotnym wzrostem ryzyka zawału serca. Nie doprowadziło to jednak do powstania akceptowanych zaleceń u osób z chorobą niedokrwienną i podwyższonym ryzykiem CRP. W badaniach wykazano, że statyny mogą obniżać poziom CRP (tak zwany efekt plejotropowy ich działania). W latach 90. XX wiązano też duże nadzieje z wybiórczymi inhibitorami COX-2, które wskutek swojego wybiórczego działania miały hamować stan zapalny, którego obecność wiązana jest z podwyższeniem poziomu CRP. Jednakże w trakcie stosowania jednego z nich, rofekoksybu, stwierdzono wręcz zwiększoną śmiertelność sercową, związaną z jego zażywaniem. Obecnie pewne nadzieje wiąże się z substancją bisfosfocholinoheksan, będącej inhibitorem białka CRP. Dotychczas wykazano jej skuteczność in vitro i w modelach zwierzęcych, gdzie stwierdzono zahamowanie destrukcji mięśnia sercowego w przypadku eksperymentalnie wywołanego zawału[11]. Należy także pamiętać, że do oceny poziomu CRP konieczne jest stosowanie ultraczułych testów, które nie są rutynowo wykonywane w laboratoriach[12].
- Czynniki infekcyjne w patogenezie miażdżycy[13]. Postuluje się rolę czynników zakaźnych w rozwoju miażdżycy i choroby niedokrwiennej serca, zwłaszcza infekcji takimi patogenami jak Chlamydia pneumoniae, cytomegalowirus, Herpes simplex, Helicobacter pylori. Zaobserwowano zwiększoną śmiertelność z powodu choroby niedokrwiennej serca u osób z aktywnym zakażeniem Chlamydia pneumoniae (podwyższonym poziomem immunoglobuliny A). Następnie w badaniach WIZARD i AZACS, nie potwierdzono jednak skuteczności leczenia antybiotykiem azytromycyną, gdyż uzyskane wyniki nie były statystycznie istotne. Nie potwierdzono także udziału innych czynników zakaźnych w patogenezie miażdżycy, choć badania nad tym tłem toczą się nadal.

## Modyfikacja czynników ryzyka
W ramach prewencji choroby niedokrwiennej serca należy ograniczyć jak największą liczbę czynników. W ramach szeroko rozumianej profilaktyki choroby niedokrwiennej można wyróżnić cele społeczne i indywidualne.

### Cele społeczne
Oparte są na zmianach przyzwyczajeń i nawyków mających znaczenie w rozwoju choroby, a szeroko obecnych w danym społeczeństwie. W Polsce szczególnie ważne są następujące zalecenia główne:
- propagowanie zdrowego odżywiania i aktywności fizycznej
- walka z paleniem papierosów i nadmiernym spożyciem alkoholu.

Zalecenia dietetyczne:
- zmniejszenie spożycia tłuszczów poniżej 35% całkowitej dobowej dawki energii, w tym energii pochodzącej z nasyconych kwasów tłuszczowych poniżej 10%, unikanie tłuszczów trans
- spożycie cholesterolu poniżej 300 miligramów na dzień
- skrobia jako źródło energii powyżej 50% dobowego zapotrzebowania
- obniżenie spożycia węglowodanów prostych (glukoza)
- obniżenie spożycia sodu poniżej 6 gramów na dobę
- zwiększenie spożycia błonnika, produktów zbożowych, w tym chleba
- zwiększenie spożycia witamin antyoksydacyjnych w postaci naturalnej, czyli duże spożycie warzyw i owoców
- zwiększenie spożycia ryb jako źródła białka, a ograniczenie spożycia mięs tłustych, zwłaszcza wieprzowiny.

### Cele indywidualne
- Zaprzestanie palenia tytoniu. Dym tytoniowy, niezależnie od jego źródła (fajka, cygaro, papieros) uznany jest za czynnik ryzyka miażdżycy. Czynnikiem ryzyka jest także bierne palenie.
- Obniżenie stężenia cholesterolu LDL w prewencji pierwotnej poniżej 130 miligramów/dl, w prewencji wtórnej poniżej 100 miligramów/dl (według najnowszych wskazań nawet poniżej 70 mg/dl u osób po zabiegach na tętnicach wieńcowych i u osób z cukrzycą).
- Podwyższenie poziomu cholesterolu HDL powyżej 35 mg/dl u mężczyzn i 40 mg/dl u kobiet. Nie ma aktualnie skutecznych leków podwyższających poziom HDL. Prace nad torcetrapibem[15] zostały przerwane, natomiast apolipoproteina A-I Milano[16] jest w fazie badań klinicznych. W pewnym zakresie można wykorzystać fibraty i estrogeny.
- Adekwatna kontrola ciśnienia tętniczego krwi – wartości optymalne 120/80 mm Hg.
- Adekwatna kontrola poziomu glukozy we krwi poprzez odpowiednie postępowanie w razie występowania cukrzycy lub innych zaburzeń tolerancji glukozy.
- Ograniczenie spożycia alkoholu. Spożycie alkoholu w ilości powyżej 70–80 g na dobę zwiększa ryzyko zgonu sercowego. Umiarkowane spożycie alkoholu (w ilości 1–2 standardowych dawek alkoholu) zwłaszcza pod postacią czerwonego wina (z uwagi na zawartość polifenoli) ma działanie korzystne.
- Zwiększona aktywność fizyczna, która powoduje obniżenie stężenia cholesterolu LDL i wzrost HDL.
- Obniżenie poziomu trójglicerydów poniżej 150 mg/dl.
- Leczenie nadwagi lub otyłości celem przywrócenia optymalnego BMI w zakresie 20–25 kg/m².

## Objawy chorobowe

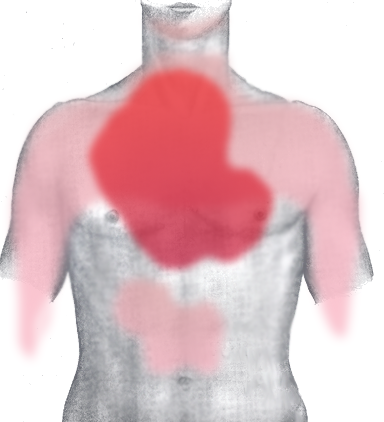
Schematyczne przedstawienie lokalizacji i promieniowania bólu wieńcowego

Pierwszym objawem choroby niedokrwiennej serca może być nagłe zatrzymanie krążenia i w przypadku braku skutecznej reanimacji nagła śmierć sercowa. Z licznych obserwacji wynika, że nagłe zgony sercowe występują statystycznie najczęściej w poniedziałki pomiędzy godziną 7 a 9 rano.
Charakterystycznym objawem przewlekłej choroby niedokrwiennej jest ból w klatce piersiowej, który charakteryzuje się dużą zmiennością i często jest nietypowy, jednak ma pewne cechy wyróżniające:
- Jest zlokalizowany zamostkowo, ma charakter przeszywający, promieniuje do barków, zwłaszcza lewego, przyśrodkowych części ramion i przedramion lub palców IV i V. Może także promieniować do żuchwy, szczęki lub szyi, ale także do nadbrzusza.
- Ma charakter zaciskający, uciskający, dławiący, zwykle połączony z uczuciem duszności (stąd dusznica bolesna), rozpierający, piekący lub określany jako uczucie ciężaru w klatce piersiowej. Niekiedy towarzyszą mu poty, niepokój, strach, zasłabnięcie.
- Nasila się w czasie wysiłku, stresu, pod działaniem zimna, po obfitym posiłku.
- Ustępuje samoistnie w odpoczynku lub pod wpływem podjęzykowego zastosowania nitrogliceryny.

Gdy ból nie ustępuje w spoczynku lub po podaniu nitrogliceryny, istnieje poważne podejrzenie ostrego zespołu wieńcowego, co wymaga odmiennego postępowania!.
Istotna jest tak zwana Klasyfikacja czynnościowa dusznicy bolesnej według Canadian Society of Cardiology (Klasyfikacja CCS), która opisuje stopień zaawansowania choroby niedokrwiennej i tym samym warunkuje dalsze postępowanie z chorym.
| Klasa CCS | Objawy |
| --------- | --- |
| I         | Codzienna aktywność, jak spacer czy wchodzenie po schodach nie powoduje bólu w klatce piersiowej. Ból wieńcowy występuje jedynie przy nasilonym lub nagłym lub przedłużonym wysiłku fizycznym.                                                                                         |
| II        | Nieznaczne ograniczenie aktywności fizycznej, szybki spacer, szybkie wchodzenie po schodach zwłaszcza podczas działania zimna lub po obfitym posiłku lub wkrótce po obudzeniu ze snu powodują bóle wieńcowe. Dolegliwości pojawiają się po przejściu 200 m lub po wejściu na I piętro. |
| III       | Istotne ograniczenie codziennej aktywności fizycznej. Ból wieńcowy występuje po przejściu 100–200 metrów lub wejściu poniżej I piętra. |
| IV        | Dyskomfort w klatce piersiowej występuje przy najmniejszym wysiłku. Bóle występują także w spoczynku. |

## Diagnostyka
Rozpoznanie choroby niedokrwiennej serca opiera się na danych z wywiadu oraz badań nieinwazyjnych i inwazyjnych badań kardiologicznych. Jako uzupełnienie konieczne jest również wykonanie badań laboratoryjnych, mających głównie na celu wykrycie współistniejących czynników ryzyka.

### Nieinwazyjne badania układu krążenia
- ekg spoczynkowe 12-odprowadzeniowe, traktowane jako badanie wstępne, gdyż nawet u osób z ciężkimi postaciami choroby niedokrwiennej serca może być prawidłowe

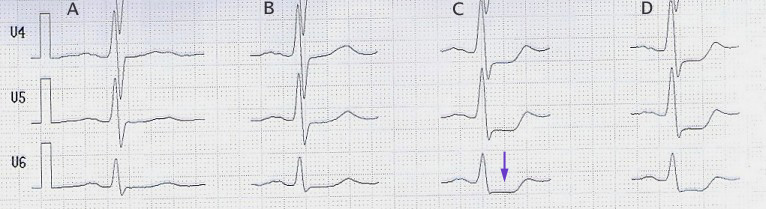
Charakterystyczny obraz obniżenia odcinka ST świadczący o niedokrwieniu mięśnia sercowego. Test wysiłkowy

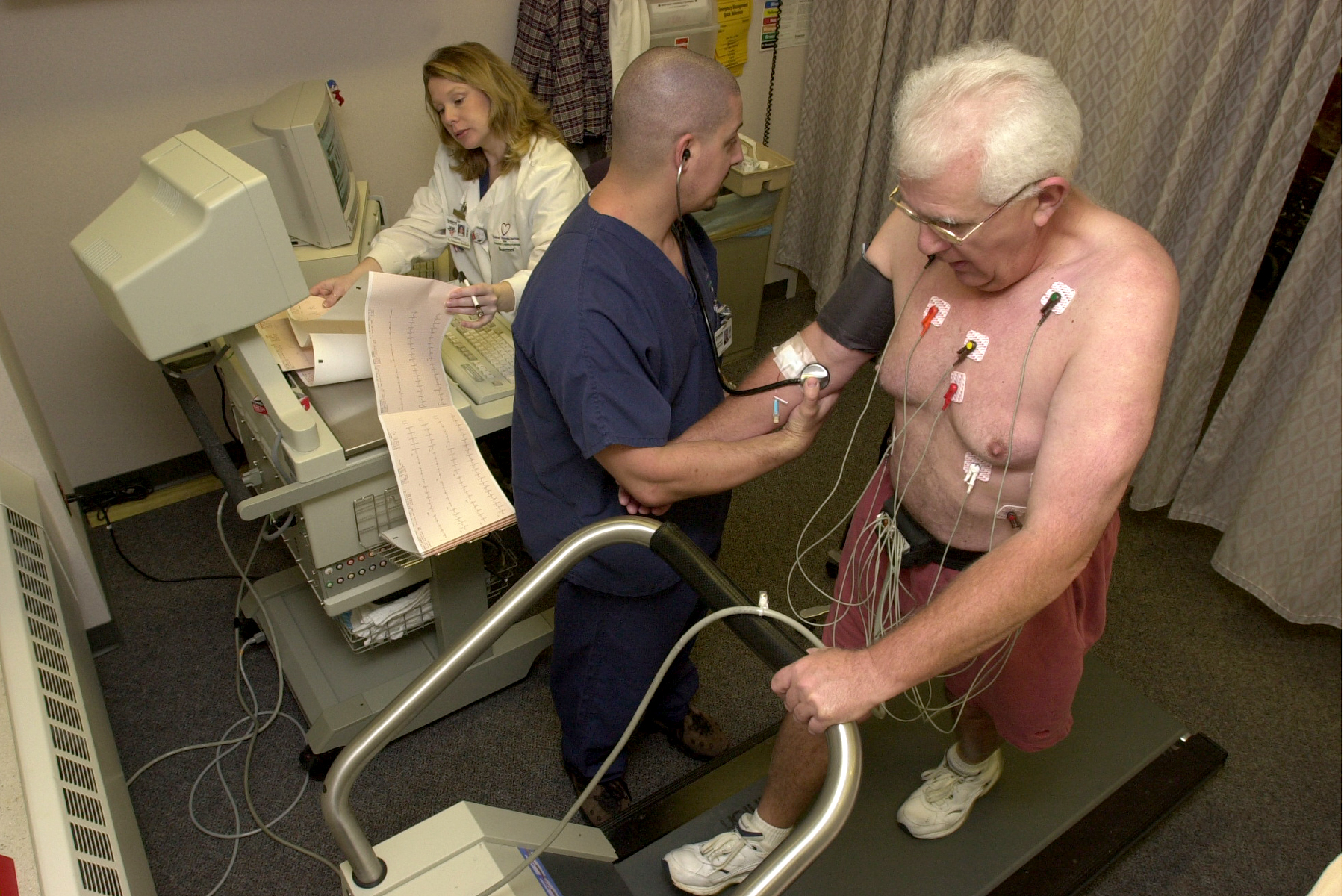
Pacjent w trakcie testu wysiłkowego

- EKG wysiłkowe – test wysiłkowy – z uwagi na dostępność i niską cenę badanie z wyboru w diagnostyce choroby niedokrwiennej serca. Charakteryzuje się dużą czułością (68%) i swoistością (77%)[4].
- Obrazowe próby obciążeniowe:
  - scyntygrafia perfuzyjna wysiłkowa
  - echokardiografia obciążeniowa z dobutaminą
  - echokardiografia obciążeniowa z lekiem rozszerzającym naczynia (dipirydamol).
- Ocena wskaźnika uwapnienia tętnic wieńcowych (obecnie metoda niezalecana w rutynowym postępowaniu diagnostycznym).
- Ambulatoryjne monitorowanie EKG metodą Holtera nie jest obecnie zalecane jako metoda rutynowa, ale może ujawniać przypadki niemego niedokrwienia

### Inwazyjne metody badania układu krążenia
- koronarografia

W trakcie wykonania koronarografii może dojść do szczególnej sytuacji, gdzie u osoby z charakterystycznym wywiadem dusznicy bolesnej i dodatnim testem wysiłkowym, koronarografia nie wykaże zmian w tętnicach wieńcowych. Taka sytuacja (dodatni wywiad i test wysiłkowy przy ujemnym wyniku koronarografii) nosi nazwę kardiologicznego zespołu X (w odróżnieniu od zespołu X metabolicznego). Obecnie uważa się, że przyczyną zespołu X są zmiany w mikrokrążeniu, natomiast tętnice wieńcowe pozostają drożne. Rokowanie co do życia w przypadku tego zespołu jest dobre, jednak znacząco pogarsza on jakość życia.

## Leczenie
Celem leczenia przewlekłej, stabilnej choroby niedokrwiennej jest poprawa jakości życia poprzez zmniejszenie liczby ilości napadów niedokrwienia oraz poprawa rokowania. Cel ten realizuje się poprzez stosowanie następujących leków:
- leki przeciwpłytkowe:
  - kwas acetylosalicylowy stosowany w dawce 75–150 mg na dobę do końca życia
  - tyklopidyna nie powinna być aktualnie stosowana z uwagi na ryzyko neutropenii i trombocytopenii
  - klopidogrel powinien być stosowany w wybranych sytuacjach. Badanie CAPRIE (Clopidogrel versus Aspirin in Patients at Risk of Ischemic Events) wykazało wyższą jego skuteczność w porównaniu do aspiryny u pacjentów z chorobą naczyń obwodowych, udaru mózgu i zawału mięśnia sercowego, jednak wyniki te nie są istotne statystycznie i różnica ceny leku nie uzasadnia rutynowego stosowania klopidogrelu[18].
- leki hipolipemizujące:

Wykazano w wielu badaniach spowolnienie progresji miażdżycy w przypadku stosowania leków z grupy statyn. Opisywano korzystny wpływ niezależnie od zastosowanego preparatu, ale najsilniejsze działanie wykazano w przypadku atorwastatyny. Inne leki z grupy statyn mogące znaleźć zastosowanie w leczeniu hipolipemizującym to prawastatyna, simwastatyna, lowastatyna.
- β-adrenolityki wykazują skuteczność zwłaszcza w przypadkach leczenia choroby niedokrwiennej serca u osób po zawale mięśnia sercowego, gdyż w tej grupie redukują śmiertelność o 30%. Zalecane jest stosowanie beta-blokera kardioselektywnego, bez własnej aktywności wewnętrznej. Te kryteria spełniają:
  - bisoprolol – Jest przyjmowany doustnie, a jego biodostępność wynosi 90%. Przez zablokowanie receptorów β-adrenergicznych przyczynia się do zmniejszenia wpływu układu współczulnego, a w następstwie na zwolnienie częstości skurczów serca. Ze względu na zrównoważenie cech lipo- i hydro-filności, bisoprolol wykazuje zalety zarówno β-adrenolityków lipofilnych (jak wysoki wskaźnik absorpcji), oraz hydrofilnych β-adrenolityków (np. długi okres półtrwania) unikając przy tym wad wynikających z przynależności do skrajnych elementów tych grup[19]. U pacjentów stosujących oryginalny bisoprolol (tzn, zawierający w otoczce dimetikon) stwierdzono znaczną poprawę funkcji skurczowej lewej komory serca, oraz ogólną poprawę samopoczucia i tolerancji wysiłku. Odnotowano również zmniejszenie liczby hospitalizacji z powodu zaostrzenia niewydolności serca[20]
  - atenolol – Jest przyjmowany doustnie. Wpływając na układ adrenergiczny atenolol zwalnia rytm serca przez zmniejszenie zapotrzebowania mięśnia sercowego na tlen[21].
  - metoprolol – Jest przyjmowany doustnie. Zmniejsza siłę i częstotliwość skurczów serca. Redukuje lub zatrzymuje właściwości amin katecholowych uwalniających się w czasie aktywności fizycznej, bądź stresu[22].
  - oraz nienależący do tej grupy karwedilol.
- Antagonisty kanału wapniowego, czyli leki blokujące kanał wapniowy (zwane też blokerami kanału wapniowego) – mogą być stosowane jedynie te, które zwalniają częstość akcji serca, czyli leki podobne do werapamilu. Pochodne nifedypiny zwiększają ryzyko zgonu.
- Inhibitory konwertazy angiotensyny (na przykład perindopril, lizynopril) powinny być zastosowane w przypadku współistnienia nadciśnienia tętniczego lub objawów niewydolności krążenia. Muszą być też bezwzględnie stosowane u osób z chorobą niedokrwienną serca po zawale mięśnia sercowego, gdyż jak wykazały liczne badania (HOPE, EUROPA) wiąże się to ze zmniejszeniem śmiertelności u osób je stosujących.
- Nitraty, czyli pochodne nitrogliceryny występują w lecznictwie jako postaci krótko i długo działającej.
  - Nitraty krótkodziałające stosowane są do przerwania napadu bólu dławicowego i powinny być stosowane jedynie w tym celu. Jest to lek, który każdy chory na chorobę niedokrwienną powinien mieć stale przy sobie i powinien go przyjąć podjęzykowo w przypadku bólu, który nie ustępuje samoistnie lub po odpoczynku. Z uwagi na szybkie działanie leki te powodują spadek ciśnienia tętniczego krwi i powinny być przyjmowane w pozycji siedzącej.
  - Nitraty długodziałające powinny być stosowane jedynie w przypadkach, gdy zastosowanie powyższych leków nie przynosi kontroli objawów choroby. Stosowanie ich przynosi poprawę kontroli choroby, jednak nie wykazano ich wpływu na poprawę rokowania. Dodatkowo w trakcie ich stosowania występuje zjawisko tolerancji, to znaczy ażeby utrzymać siłę działania należy zwiększać dawkę leku. Zapobiega temu częściowo stosowanie nitratów długodziałających z odpowiednio długą przerwą, przynajmniej kilkunastogodzinną. Z tego powodu są stosowane w postaciach o modyfikowanym uwalnianiu 1 raz dziennie, lub maksymalnie dwa razy dziennie, rano i w południe z przerwą wieczorno-nocną.
- Trimetazydyna zarejestrowana w Polsce jako preparat Preductal (do stosowania 3 × na dobę), Preductal MR (do stosowania 2 x na dobę), Trimetaratio lub Metazydyna, należy do leków o działaniu metabolicznym, cytoprotekcyjnym. Działa przez poprawę wykorzystania energii w warunkach niedokrwienia czyli niejako imituje zjawisko hartowania przez niedokrwienie. Jest zarejestrowany do leczenia choroby niedokrwiennej serca od 1997]. Jego odpowiednikiem na rynku amerykańskim jest ranolazyna[23].

### Leki mogące mieć zastosowanie w terapii ChNS, ale nie znajdujące się obecnie w zaleceniach towarzystw medycznych
- Iwabradyna – W odróżnieniu od aktualnie stosowanych leków, mechanizm działania iwabradyny jest odmienny i polega na działaniu wybiórczo blokującym kanały f węzła zatokowo-przedsionkowego. Powoduje to zwolnienie depolaryzacji spoczynkowej, które przejawia się zwolnieniem rytmu zatokowego w spoczynku, jak i wysiłku. Zwolnienie szybkości rytmu serca zmniejsza zapotrzebowanie mięśnia sercowego per se powodując zmniejszenie zapotrzebowania serca na tlen, natomiast poprzez wydłużenie czasu przebywania serca w rozkurczu (kiedy to mięsień sercowy jest odżywiany), poprawia przepływ krwi przez mięsień sercowy, czyli jego perfuzję. W 2005 został zarejestrowany jako preparat Procoralan do alternatywnego leczenia chorych ze stabilną chorobą wieńcową z prawidłowym rytmem zatokowym, u których istnieją przeciwwskazania do stosowania beta-blokerów[24].
- Nikorandil – rozwija swoje działanie poprzez aktywację kanału potasowego sarkolemmy i błon komórkowych komórek mięśnia sercowego. Lek ten stosuje się w stabilnej chorobie wieńcowej, celem zapobiegania ostrym incydentom wieńcowym. W przypadku długotrwałego stosowania, może rozwinąć się tolerancja (konieczne staje się stosowanie coraz wyższych dawek).
- Ezetymib – lek obniżający poziom cholesterolu, zarejestrowany w Polsce w 2006. Z uwagi na odmienny od statyn mechanizm działania, może być stosowany łącznie z nimi, co zwiększa stopień obniżenia cholesterolu.
- Sartany – leki o podobnym działaniu do inhibitorów enzymu konwertującego, pozbawione niektórych działań niepożądanych. Obecnie duże nadzieje wiąże się z równoczesnym stosowaniem sartanów łącznie z inhibitorami enzymu konwertującego[25] (tak zwana podwójna blokada układu renina-angiotensyna-aldosteron) w leczeniu nadciśnienia tętniczego, niewydolności serca i nefropatii cukrzycowej, natomiast miejsce sartanów w terapii choroby niedokrwiennej nie zostało dotychczas ustalone.

### Szczególne sytuacje podczas leczenia
Na przełomie XX i XXI wieku opisano 1473 przypadki poważnych skutków ubocznych, z tego 522 zakończonych śmiercią u pacjentów z chorobą niedokrwienną serca stosujących sildenafil (Viagra). Zgon następował z przyczyn sercowo-naczyniowych 4–5 godzin od momentu zażycia Viagry. Po dokładnych badaniach, od 2001 zabroniono stosowania Viagry łącznie z nitratami.

### Rehabilitacja w chorobie niedokrwiennej serca
Rehabilitacja ruchowa powoduje obniżenie umieralności z powodu choroby niedokrwiennej serca, zmniejszenie liczby hospitalizacji i poprawienie jakości życia.

## Inwazyjne leczenie choroby niedokrwiennej serca
Choroba niedokrwienna serca występuje w 2 postaciach: przewlekłej (stabilnej) i ostrej (niestabilnej), mieszczącej się dzisiaj w pojęciu ostrego zespołu wieńcowego. Jedna postać może przejść w drugą, gdyż różnią się jedynie dynamiką (w postaci przewlekłej istnieje zwężenie światła naczynia wieńcowego, w postaci niestabilnej dochodzi do gwałtownego zamknięcia światła naczynia wskutek zakrzepu lub istnienia tak zwanej niestabilnej blaszki miażdżycowej). Warunkuje to odmienny przebieg postępowania w tych przypadkach. Ostre zespoły wieńcowe, w zależności od występowania zmian w badaniach biochemicznych krwi, sugerujących zawał (martwicę) mięśnia sercowego, takich jak fosforylaza glikogenu, sercowe białko wiążące kwasy tłuszczowe (h-FABP), mioglobina, troponina, kinaza kreatynowa, oraz zmian w EKG polegających na ocenie uniesienia lub braku uniesienia odcinka ST elektrokardiogramu, zostały podzielone na:
- STEMI – (ang. ST Elevation Myocardial Infarction) – ostry zespół wieńcowy z uniesieniem odcinka ST odpowiadający określeniu zawał mięśnia serca (uniesienie odcinka ST, markery martwicy mięśnia serca obecne).
- NSTE ACS – (ang. No ST Elevation Acute Coronary Syndrom), odpowiadający dawnemu pojęciu niestabilnej choroby wieńcowej, które w zależności od obecności markerów martwicy dzielą się na:
  - UA (ang. Unstable Angina) – niestabilna choroba wieńcowa, w której pomimo charakterystycznych objawów klinicznych niedokrwienia mięśnia serca nie dochodzi do zmian elektrokardiograficznych, ani do wzrostu miana wskaźników martwicy mięśnia serca.
  - NSTEMI (ang. No ST Elevation Myocardial Infarction) – zawał mięśnia serca bez uniesienia odcinka ST, odpowiadający dawniej używanym pojęciom zawału podwsierdziowego lub zawału mięśnia serca bez załamka Q, w którym pojawiają się biochemiczne wykładniki obecności martwicy mięśnia serca, nie dochodzi jednak do, charakterystycznego dla ostrego zawału mięśnia serca, uniesienia odcinka ST.

W zależności od stwierdzanego zespołu, w leczeniu mogą być stosowane następujące procedury:
- Leczenie trombolityczne – oparte na podawaniu leków trombolitycznych, które mają rozpuścić zakrzep i przywrócić prawidłowe warunki krążenia krwi. Stosowane leki trombolityczne to streptokinaza, urokinaza, tkankowy aktywator plazminogenu, prourokinaza, rekombinowany tkankowy aktywator plazminogenu lub inne.
- Procedury inwazyjne:
  - przezskórna wewnątrznaczyniowa angioplastyka wieńcowa (PTCA)
  - zabieg wszczepienia pomostów aortalno-wieńcowych (CABG)

Sposób postępowania zobrazowany jest poniższym algorytmem:

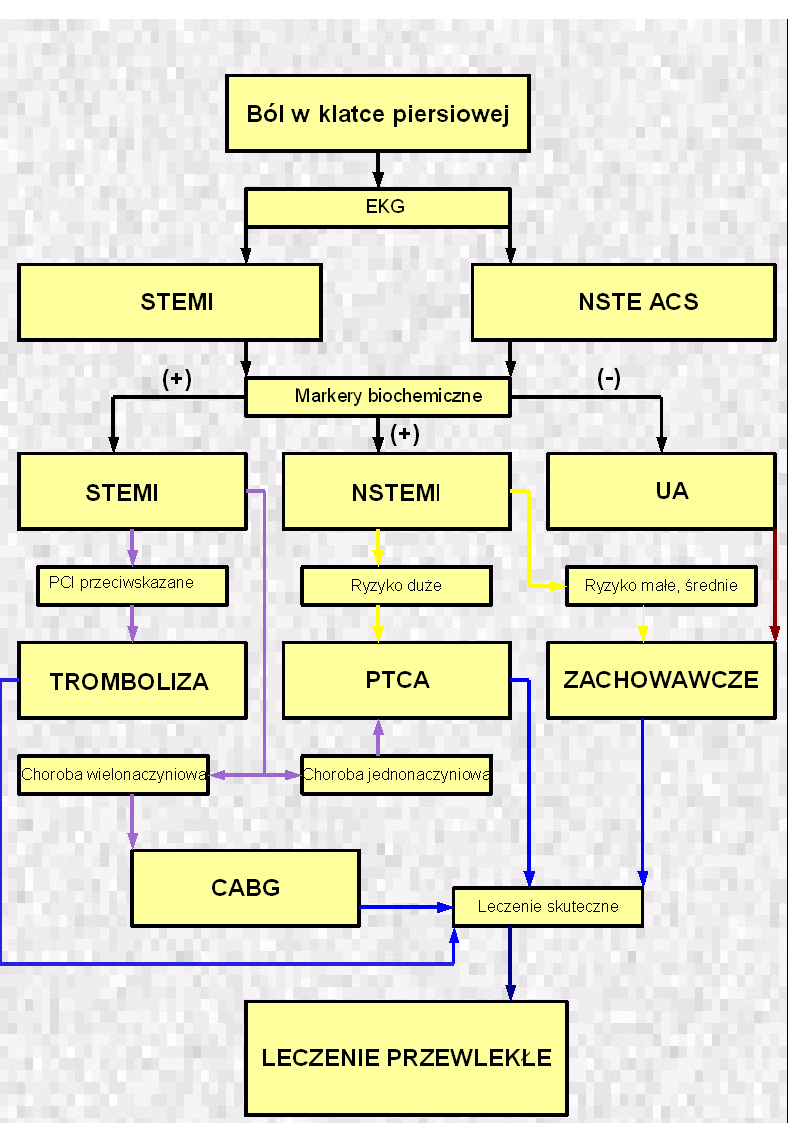
Algorytm postępowania w OZW

Aktualnie, a zwłaszcza w świetle badania COURAGE (Clinical Outcomes Utilizing Revascularization and Aggressive Drug Evaluation) przedstawionego na Kongresie Amerykańskiego Towarzystwa Kardiologicznego w Nowym Orleanie w marcu 2007, nie wykazano różnic w występowaniu zgonu, zawału mięśnia serca ani innych poważnych zdarzeń sercowo-naczyniowych w grupach pacjentów leczonych zachowawczo (w adekwatny sposób) a pacjentów poddanych leczeniu inwazyjnemu.

### Dusznica bolesna naczynioskurczowa
Dusznica bolesna naczynioskurczowa – inaczej zwana dusznicą bolesną Prinzmetala (łac. variant angina) – jest to niedokrwienie fragmentu mięśnia sercowego spowodowane skurczem tętnicy wieńcowej. W przeciwieństwie do innych typów choroby niedokrwiennej serca, często występuje podczas spoczynku i nie nasila się wraz z wysiłkiem. Może występować u ludzi młodych, bez cech miażdżycy naczyń. Wynik badania EKG może sugerować dokonywanie się zawału serca, ze względu na charakterystyczne, łukowate uniesienie odcinków ST. Objawy niedokrwienne ustępują zazwyczaj samoistnie lub po podaniu nitrogliceryny. W leczeniu stosuje się leki z grupy antagonistów kanałów wapniowych (np. nifedypina, werapamil, diltiazem). Stosowanie leków z grupy beta-blokerów jest przeciwwskazane, gdyż blokowanie receptorów beta-adrenergicznych może nasilić skurcz tętnicy.

### Asymptomatyczna choroba niedokrwienna serca (tzw. nieme niedokrwienie)
Ta postać choroby niedokrwiennej serca (ang. Silent angina) charakteryzuje się brakiem występowania bólu wieńcowego, czyli podstawowego objawu pozwalającego na podejrzenie i rozpoznanie niedokrwienia serca. W trakcie wykonywania badań stwierdza się wyniki, ewidentnie świadczące o niedokrwieniu (np. obniżenia odcinka ST w 24-godzinnym badaniu EKG metodą Holtera). Ten skryty przebieg choroby powoduje, że niejednokrotnie u tych chorych pierwszym objawem choroby jest nagła śmierć sercowa.
Do tego typu zaburzeń często (szacuje się to na ponad 20%) dochodzi u osób chorych na cukrzycę w związku z występowaniem u nich neuropatii autonomicznej.

## Klasyfikacja ICD10
| kod ICD10   | nazwa choroby                                                 |
| ----------- | ------------------------------------------------------------- |
| ICD-10: I20 | Dusznica bolesna                                              |
| ICD-10: I21 | Ostry zawał serca                                             |
| ICD-10: I22 | Ponowny zawał serca („dorzut”)                                |
| ICD-10: I23 | Niektóre powikłania występujące w czasie ostrego zawału serca |
| ICD-10: I24 | Inne ostre postacie choroby niedokrwiennej serca              |
| ICD-10: I25 | Przewlekła choroba niedokrwienna serca                        |